# 凯瑟琳·斯坎伦·刘易斯
凯瑟琳·斯坎伦·刘易斯（英語：Katherine Scanlon Lewis，1970年8月25日—），美国女子赛艇运动员。她曾代表美国参加世界赛艇锦标赛，获得一枚金牌和二枚银牌，其中唯一的金牌来自女子四人单桨无舵手项目。